# The Natural Step
The Natural Step (TNS) ist eine gemeinnützige, nichtstaatliche Organisation, die 1989 in Schweden vom Wissenschaftler Karl-Henrik Robèrt gegründet wurde. The Natural Step wird auch verwendet, wenn auf das teilweise Open-Source-Framework verwiesen wird, das von ihm entwickelt wurde. Nach der Veröffentlichung des Brundtland-Berichts im Jahr 1987 entwickelte Robèrt das Framework The Natural Step, in dem die Systembedingungen für die Nachhaltigkeit menschlicher Aktivitäten auf der Erde dargelegt wurden. Robèrts vier Systembedingungen basieren auf einem wissenschaftlichen Verständnis universeller Gesetze und der Aspekte unseres sozioökologischen Systems, einschließlich der Gesetze der Schwerkraft, der Gesetze der Thermodynamik und einer Vielzahl von Sozialstudien.
The Natural Step hat einen „Backcasting from Principles“-Ansatz entwickelt, der die Gesellschaft in Richtung mehr Nachhaltigkeit voranbringen soll. Ganzheitliches Systemdenken und Rückschlüsse auf Nachhaltigkeitsprinzipien bilden die Grundlage für zahlreiche Anwendungen und Werkzeuge zur Planung und (Neu-)Gestaltung von Organisationsstrategien, Organisationsprozessen, Produkt-/Dienstleistungsinnovationen und Geschäftsmodellen. Der größte Vorteil dieses Ansatzes ist das Konzept der „Vereinfachung ohne Reduktion“, das verhindert, dass man sich beim komplexen Thema Nachhaltigkeit in den Details verliert. Seit fast 30 Jahren wird dieser Ansatz in Bildung, Forschung, Unternehmen, Kommunen, regionalen und nationalen Regierungen, zwischenstaatlichen Organisationen (z. B. UN, EU) und einer Vielzahl von NGOs auf der ganzen Welt umgesetzt, bewährt und verfeinert.
Derzeit hat The Natural Step Niederlassungen in 10 Ländern und zahlreiche Partner und Botschafter in mehr als 50 Ländern. Neben dem Five Level Framework und dem TNS Framework (oder Framework for Strategic Sustainable Development) zeigt die TNS-„Theorie des Wandels“ einen integrierten kaskadierten Ansatz zur Beschleunigung des Wandels hin zu einer nachhaltigen Gesellschaft durch Zusammenarbeit auf individueller, organisatorischer und systemischer Ebene mit mehreren Beteiligten. Veränderungsprogramme und Transition Labs umfassen Future-Fit Business Benchmark und Alberta, Kanada energyfutureslab.
Der Natural Step (TNS), ein Ansatz zur Steuerung der Nachhaltigkeitsbemühungen in Organisationen, beinhaltet implizite und explizite Vorsichtsmaßnahmen und Urteile, die das Wachstum begrenzen können. Aber es kann für Unternehmen und Einzelpersonen schwierig sein, diese Grenzen einzuhalten. Einige implizite Vorsichtsmaßnahmen bestehen darin, dass TNS es vermeidet, Urteile über bestimmte Schadensschwellenwerte oder kritische Konzentrationen zu fällen, da diese unsicher sind und zu Meinungsverschiedenheiten führen können. TNS empfiehlt Maßnahmen zur Verringerung der Abhängigkeit von bestimmten Materialien und Aktivitäten, aber diese Empfehlungen gehen davon aus, dass kritische Schwellenwerte bereits überschritten wurden. Einige explizite Vorsichtsmaßnahmen sind TNS-Ratenfolgerungen, darunter die Vermeidung der Gewinnung, Produktion oder Verbreitung von Materialien, die schneller als ihr Abbau in der Natur ist, ist, und die Vermeidung der Ernte oder Manipulation der Natur auf eine Weise, die Produktivität und Vielfalt verringert, und die Entwicklung der Infrastruktur in der Menschheitsgeschichte wäre nicht möglich gewesen, wenn die TNS-Systembedingungen und diese ersten beabsichtigten Folgerungen eingehalten worden wären.

## Auf dem Weg zur Nachhaltigkeit
Nachhaltigkeit bedeutet im Wesentlichen, das Leben auf der Erde, einschließlich der Menschheit, zu bewahren – oder das Wohlergehen des sozioökologischen Systems und seiner Subsysteme im Laufe der Zeit. Wie auch im Bericht „Unsere gemeinsame Zukunft“ von 1987 (auch bekannt als Brundtland-Bericht) zum Ausdruck gebracht, ist die Befriedigung der Bedürfnisse der Menschen von zentraler Bedeutung für eine nachhaltige Entwicklung, allerdings wird nicht angegeben, um welche Bedürfnisse es sich handelt. Der Versuch, diese menschlichen Bedürfnisse (ob „echt“ oder geschaffen) zu befriedigen, ist auch die eigentliche Ursache vieler gesellschaftlicher (einschließlich ökologischer) Herausforderungen, denen wir heute gegenüberstehen. The Natural Step unterscheidet zwischen grundlegenden menschlichen Bedürfnissen und ihren Befriedigern (Manfred Max-Neef) und zwischen echten Bedürfnissen und geschaffenen Wünschen.
The Natural Step ist der Ansicht, dass die eigentlichen Ursachen für mangelnde Nachhaltigkeit bei der Entwicklung nachhaltiger Lösungen und der Befriedigung grundlegender Bedürfnisse berücksichtigt werden sollten. Diese eigentlichen Ursachen leiten sich aus einem wissenschaftlichen Verständnis unserer sozioökologischen Systeme ab – den Interaktionen zwischen Menschen in der Gesellschaft und zwischen Menschen, ihren Organisationen und dem Ökosystem.
Es wurde festgestellt, dass Ökosystemfunktionen und -prozesse auf folgende Weise systematisch verändert werden (wodurch die von ihnen bereitgestellten Ökosystemleistungen und -ressourcen beeinträchtigt werden):
- Die Gesellschaft baut Materialien ab und verteilt sie schneller aus der Lithosphäre in der Biosphäre, als sie in die Erdkruste zurückkehren (Beispiele sind Öl, Kohle, Mineralien wie Phosphor und Metalle wie Quecksilber und Blei).
- Die Gesellschaft produziert und konzentriert Stoffe schneller, als sie durch natürliche Prozesse abgebaut werden können – sofern sie überhaupt abgebaut werden können (Beispiele für solche Stoffe sind Kunststoffe, Dioxine, DDT und PCB).
- Die Gesellschaft greift schneller in Ökosysteme ein, als diese sich regenerieren können (beispielsweise durch Übernutzung natürlicher Ressourcen wie Bäume, Fische, Süßwasser) oder durch andere Formen der Manipulation der Ökosysteme (beispielsweise durch die Flächenversiegelung oder die Verursachung von Bodenerosion).

Gleichzeitig können gesellschaftliche Systeme durch mehrere Faktoren beeinträchtigt werden (wodurch das Vertrauen in die Systeme und in die Einzelpersonen, Organisationen und Institutionen, aus denen sie bestehen, erodiert):
- Die Gesellschaft lässt strukturelle Hindernisse zu in Bezug auf: Gesundheit (der einzelnen Personen im System); Einfluss (auf die Art und Weise, wie das System organisiert ist); Kompetenz (Entwicklung, um Zusammenhänge zu verstehen und der Beste zu werden), Unparteilichkeit (Gleichbehandlung) und Sinngebung (ein höheres Ziel).

## Framework

### Übersicht
Das 5-Level-Framework (5LF) ist ein umfassendes Modell für Planung und Entscheidungsfindung in komplexen Systemen, das auf ganzheitlichem Systemdenken basiert. Es umfasst 5 Ebenen: 1) System, 2) Erfolg, 3) Strategische Richtlinien, 4) Aktionen und 5) Tools. Es kann zur Analyse jedes komplexen Systems jeder Art und Größenordnung verwendet werden (z. B. des menschlichen Körpers, des Schach- oder Fußballspiels, einer Organisation, eines Nachhaltigkeitskonzepts) und hilft bei der strategischen Planung, Entscheidung und Handlung in Richtung Erfolg auf der Grundlage von Prinzipien, die durch die Funktionsweise des Systems bestimmt werden (z. B. Krebs behandeln, beim Schach oder Fußball gewinnen, ein erfolgreiches Unternehmen führen, nützliche Tools entwickeln).
Wenn das 5LF auf das sozioökologische System (oder die Gesellschaft innerhalb der Biosphäre) angewendet wird, wird es als Natural Step Framework oder als Framework for Strategic Sustainable Development (FSSD) bezeichnet. Als Rahmen hilft es, das GROSSE Bild der Funktionsweise und Funktionen unserer ökologischen und sozialen Systeme und Institutionen, der aktuellen Trends und unserer Nachhaltigkeitsherausforderungen zu sehen, wie wir als Gesellschaft die Funktionsweise des sozioökologischen Systems negativ beeinflussen (System), welche Systembedingungen erfüllt sein sollten, damit es nicht negativ beeinflusst wird (Erfolg) und wie man dies strategisch plant (strategische Richtlinien) mit priorisierten Maßnahmen (Maßnahmen) und der Auswahl (oder Gestaltung) und Anwendung der entsprechenden Werkzeuge dafür (Werkzeuge).
Seit seiner Erstellung durch Dr. Karl Henrik Robert im Jahr 1989 wurde der Rahmen von vielen Wissenschaftlern überprüft, wird ständig weiterentwickelt und war eine Inspiration für andere Werkzeuge und Konzepte im Bereich der nachhaltigen Entwicklung. Der Rahmen wurde in Hunderten von Organisationen (Unternehmen, Regierungen, Nachbarschaften, NGOs) auf der ganzen Welt getestet. Basierend auf den Erfahrungen mit dem Rahmen wurden spezifische Richtlinien, Methoden und Anwendungen entwickelt und verfeinert, um die Anwendung des Rahmens zu beschleunigen und zu verbessern.

### FSSD-Systemebene

#### Die Herausforderung der Nachhaltigkeit
Zur Erklärung der Herausforderung der Nachhaltigkeit wird die Metapher eines Trichters verwendet. Die sich nähernden Wände repräsentieren die vielen (systematischen und oft exponentiell zunehmenden) Trends, die das System beeinflussen und verschlechtern, z. B. abnehmende Anzahl und Qualität natürlicher Ressourcen und Ökosysteme, strengere Gesetze und Vorschriften, abnehmendes zwischenmenschliches und zwischenmenschliches Vertrauen, zunehmende Toxizitätswerte, wachsende Bevölkerung, steigender Ressourcenbedarf usw. Die Wände des Trichters kommen mit der Zeit immer näher und schränken den Handlungsspielraum ein. Einzelpersonen, Organisationen und die Gesellschaft stoßen mit der Zeit an die Wände des Trichters, z. B. Opfer klimawandelbedingter Wetterereignisse, strengere Gesetze und Vorschriften, schwindende Fischbestände, erhöhte Anzahl von Krebserkrankungen, Luft-, Wasser- und Bodenverschmutzung, Vertrauensverlust, Finanzkrisen, Insolvenzen aufgrund von Preissteigerungen knapper Ressourcen, Bodenerosion usw.

#### Überblick über die Wissenschaft – Systemfunktionen
Hinter dem Rahmen steht ein wissenschaftlich fundiertes Verständnis der dynamischen Wechselbeziehungen innerhalb und zwischen sozioökologischen Subsystemen und basiert (u. a.) auf dem Studium von Ökosystemen, Naturgesetzen (einschließlich Thermodynamik, Erhaltungssätzen, Gesetzen der Schwerkraft, biogeochemischen Kreisläufen, Photosynthese, Systemdenken, Ressourcen- und Abfallströmen), sozialen Systemen, sozialen Institutionen (einschließlich Vertrauen und grundlegenden menschlichen Bedürfnissen), Psychologie.
Um einen strukturierten Überblick erstellen zu können und nicht mit weiter unten stehenden oder detaillierteren Informationen verwechselt zu werden, wird hier nur die Logik der Konzepte erklärt.

#### Ökologisches System
Die Biosphäre der Erde ist in Bezug auf Energie ein offenes System. Energie kommt in Form von Sonnenlicht und Energie verlässt sie in Form von Wärmestrahlung. Die Biosphäre der Erde ist in Bezug auf Materie ein (relativ) geschlossenes System, einige Meteoriten und Staub dringen ein und nur begrenzte Materie verlässt sie aufgrund der Schwerkraft (z. B. einige Weltraumraketen, Staub).
Der erste und zweite Hauptsatz der Thermodynamik (HSdTD) und die Gesetze zur Erhaltung der Materie (GzEdM) legen die einschränkenden Bedingungen für das Leben auf der Erde fest: Der erste Hauptsatz besagt, dass Energie erhalten bleibt; nichts verschwindet, nur ihre Form ändert sich (z. B. Wärme, Bewegung). Eine andere Möglichkeit, dies auszudrücken, ist: „Energie kann weder erzeugt noch vernichtet, sondern nur in ihrer Form verändert werden.“ Die Implikationen des zweiten Hauptsatzes und des zweiten Hauptsatzes zur Erhaltung der Materie sind, dass Materie und Energie dazu neigen, sich im Laufe der Zeit zu verteilen. Bei Materie wird dies als „Entropie“ bezeichnet. Wenn man die verschiedenen Gesetze zusammenfügt und auf unser Planetensystem anwendet, werden die folgenden Fakten deutlich:
- Alle Materie, die jemals auf der Erde existieren wird, ist jetzt hier (1. GzEdM).
- Die Unordnung nimmt in allen geschlossenen Systemen zu und die Erde ist in Bezug auf Materie ein geschlossenes System (2. GzEdM). In Bezug auf Energie ist sie jedoch ein offenes System, da sie Energie von der Sonne erhält und Abwärme in den Weltraum abstrahlt.
- Sonnenlicht oder Energiestrahlung (HSdTD) ist durch Photosynthese und Sonnenwärmeeffekte für fast alle Steigerungen der Nettomaterialqualität auf dem Planeten verantwortlich. Chloroplasten in Pflanzenzellen entnehmen dem Sonnenlicht Energie (und Mineralien und Sauerstoff) für das Pflanzenwachstum (Zucker, Struktur, Sauerstoff). Pflanzen wiederum liefern Energie für andere Lebensformen wie Tiere. Die Verdunstung von Wasser aus den Ozeanen durch Sonnenwärme erzeugt den größten Teil des Süßwassers der Erde. Dieser Energiefluss von der Sonne schafft Struktur und Ordnung aus der Unordnung.
- Das globale Ökosystem und seine lokalen Ökosysteme entwickelten sich im Laufe der Zeit zu einem komplexen adaptiven System mit vielen gegenseitigen Abhängigkeiten.

#### Soziales System
Ein soziales (Sub-)System ist auch ein komplexes adaptives System. Vertrauen ist für das reibungslose Funktionieren gesellschaftlicher Systeme unerlässlich und kann als Klebstoff betrachtet werden, der die Gesellschaft zusammenhält (wirtschaftlich, politisch, sozial). Ein Mangel an Vertrauen, z. B. in die Zukunft und ineinander, führt zu gesellschaftlicher Unruhe und Instabilität, da Individuen und (Sub-)Systeme innerhalb der Gesellschaft weiterhin versuchen werden, individuelle grundlegende menschliche Bedürfnisse zu befriedigen (wie u. a. von Manfred Max-Neef formuliert).
Die Fähigkeit, gesund zu bleiben, Einfluss darauf zu nehmen, wie das System organisiert ist, zu lernen und sich zu entwickeln, um das Beste zu werden, was man sein kann; Gleichbehandlung und das Streben nach einem höheren Ziel sind wichtige Faktoren, um dem System, dessen Teil man ist, zu vertrauen und daran zu „glauben“.

#### Menschlicher Einfluss
Basierend auf dem Verständnis des Gesamtsystems und der Forschung, die sich auf die Ursachen und nicht auf die Auswirkungen der Nichtnachhaltigkeit innerhalb des sozioökologischen Systems konzentriert, ergeben sich 8 Hauptursachen für Nichtnachhaltigkeit.[1]
Diese Hauptursachen für Nichtnachhaltigkeit lassen sich wie folgt in zwei Gruppen einteilen:
- Das ökologische System ist systematisch folgenden Faktoren ausgesetzt: 1. Konzentrationen von Stoffen, die aus der Erdkruste gewonnen werden (z. B. Abbau fossiler Brennstoffe, Metalle, Mineralien)  2. Systematische Konzentrationssteigerungen von Stoffen, die von der Gesellschaft produziert werden (z. B. Herstellung von Kunststoffen, Giftstoffen, gereinigten Stoffen, Zucker, Nanochemikalien)  3. Systematische Zunahmen der physischen Degradation von Ökosystemen (z. B. Abholzung, Überfischung, Fischereimethoden, unnatürliche Barrieren, Einführung exotischer Arten, Austritt von gewonnenen oder hergestellten Stoffen)

- Die Menschen in den sozialen Systemen sind aufgrund struktureller Hindernisse systematisch Barrieren für vertrauensvolle Beziehungen ausgesetzt: 1. Gesundheit, d. h. Verletzungen und Krankheiten (körperlich, physiologisch, psychologisch, emotional) (z. B. gefährliche Verrenkungen bei der Arbeit oder unzureichende Ruhe)  2. Einfluss, d. h. Unfähigkeit, an der Gestaltung der sozialen Systeme, deren Teil sie sind, mitzuwirken (z. B. Unterdrückung der freien Meinungsäußerung, Ignorierung von Meinungen)  3. Kompetenz, d. h. Unfähigkeit, individuell oder gemeinsam Kompetenzen zu entwickeln und zu steigern (z. B. Hindernisse bei der Bildung – informell, formell oder beruflich)  4. Unparteilichkeit, d. h. unterschiedliche Behandlung aus anderen Gründen als Kompetenz (z. B. Sexismus, Rassismus, Homophobie, Klassismus usw.)  5. Sinngebung, d. h. Behinderung der Sinnstiftung und Mitgestaltung unseres Lebens (z. B. Unterdrückung des kulturellen Ausdrucks usw.)

Diese letzten 5 sind das Ergebnis einer aktuellen Forschung unter der Leitung von Dr. Merlina Missimer. Durch die Bereitstellung einer umfassenden Detailliertheit der Grundursachen für die Unhaltbarkeit sozialer Systeme ersetzt es zunehmend die bisherige einzelne und sehr allgemeine Ursache für die Unhaltbarkeit sozialer Systeme:
- Systematische Zunahme von Barrieren, die die Menschen daran hindern, ihre Bedürfnisse zu befriedigen (z. B. Ungleichheit, Diskriminierung, lange Arbeitszeiten, Zugang zu Gesundheitsversorgung, Folter, Demonstrations- oder Wahlrecht, Landraub, Korruption, Verweigerung von Bildung). Der Future-Fit Business Benchmark verwendet beispielsweise die 8 Ursachen für mangelnde Nachhaltigkeit. Früher wurden diese als Systembedingungen bezeichnet, die erfüllt werden müssen, um das sozioökologische System nicht zu beeinträchtigen.

### FSSD-Erfolgslevel
1989 schrieb Robèrt ein Papier, in dem er die Systembedingungen für Nachhaltigkeit beschrieb, unter anderem unter Berücksichtigung dieser Naturgesetze. Er schickte es an 50 Wissenschaftler und bat sie, ihm mitzuteilen, was an seinem Papier falsch war. In Version 22 hatte Robèrt einen wissenschaftlichen Konsens darüber, was später das Framework for Strategic Sustainable Development (FSSD) (ursprünglich das Natural Step Framework) werden sollte. Dies wurde erstmals 1991 in einer von Experten begutachteten wissenschaftlichen Zeitschrift unter dem Titel „Vom Urknall zu nachhaltigen Gesellschaften“ veröffentlicht.
Seitdem gab es zwei weitere Runden wissenschaftlicher Konsensfindung zum Rahmenwerk, eine wurde von Paul Hawken in den USA initiiert (1994), eine fand in Australien statt. Seit der ersten Version wurden mehrere Änderungen am Wortlaut der Grundsätze vorgenommen (2001, 2006, 2015) und ein laufendes Programm zusätzlicher Forschung, Anwendung und Praxis auf der ganzen Welt.

#### Nachhaltigkeitsprinzipien
Die aktuelle Nachhaltigkeitsdefinition der FSSD umfasst acht Nachhaltigkeitsprinzipien (wissenschaftliche Prinzipien erster Ordnung) bzw. Kriterien für die Neugestaltung. Die ersten drei sind ökologische Nachhaltigkeitsprinzipien, die letzten fünf sind soziale Nachhaltigkeitsprinzipien. Zusammen beschreiben sie eine stark nachhaltige Gesellschaft innerhalb eines stark nachhaltigen ökologischen Systems:
In einer nachhaltigen Gesellschaft unterliegt die Natur keinen systematisch zunehmenden Konzentrationen von…
1. … Stoffe, die aus der Erdkruste gewonnen werden;
2. … Stoffe, die als Nebenprodukt der Gesellschaft entstehen;
3. … Abbau durch physikalische Mittel
4. …und die Menschen sind keinen strukturellen Hindernissen ausgesetzt[8], um …

1. … Gesundheit;
2. … Einfluss;
3. … Kompetenz;
4. … Unparteilichkeit; und
5. … Sinnstiftung

Die letzten fünf Prinzipien der sozialen Nachhaltigkeit erweiterten wiederum ein einziges Prinzip der sozialen Nachhaltigkeit:(Missimer et al.,2017): „und in dieser Gesellschaft … sind die Menschen keinen Bedingungen unterworfen, die ihre Fähigkeit, ihre Bedürfnisse zu befriedigen, systematisch untergraben.“(Henrik Ny et al., 2006)
Die acht Nachhaltigkeitsprinzipien können umformuliert werden, um das Verständnis zu vereinfachen und auf jede Gesellschaft, Organisation oder jedes Produkt anzuwenden. Kurz gesagt, um eine nachhaltige Gesellschaft zu werden, müssen wir:
1. … unseren Beitrag zur fortschreitenden Anhäufung von Substanzen, die aus der Erdkruste gewonnen werden, beenden;
2. … unseren Beitrag zur fortschreitenden Anhäufung von Chemikalien und Verbindungen, die von der Gesellschaft produziert werden, beenden;
3. … unseren Beitrag zur fortschreitenden physischen Verschlechterung und Zerstörung der Natur und natürlicher Prozesse beenden; und
4. … unseren Beitrag zu strukturellen Hindernissen für Gesundheit, Einfluss, Kompetenz, Unparteilichkeit und Sinnstiftung beenden.[5]

Die negative Formulierung wird oft diskutiert, da die Verwendung von „nicht“ eine negative emotionale Konnotation haben kann. Wie bei einem Spiel mit Spielregeln wird Ihnen nicht alles gesagt, was Sie tun sollen, sondern dies wird der Vorstellungskraft der Spieler überlassen. Sie erlauben Ihnen, alles zu tun, solange es im Rahmen aller vereinbarten Spielregeln liegt. Die durch diese „Spielregeln“ festgelegten Einschränkungen regen die Kreativität an, da sie bei der persönlichen, beruflichen oder gemeinschaftlichen Planung und Entscheidungsfindung angewendet werden. Auf der Erfolgsebene fügen Organisationen, Institute und Einzelpersonen ihre eigenen (sekundären) Erfolgsprinzipien hinzu, die auf ihrem spezifischen Kontext oder ihren Bedürfnissen basieren.

### FSSD – Strategische Ebene
(Quelle: )

#### Strategisch
Wird oft mit Strategie verwechselt. Um strategisch vorgehen zu können, muss man wissen, wo man sein möchte oder wohin man geht.

#### Backcasting
Der Rahmen basiert seinen Planungsansatz auf einem Konzept namens Backcasting und genauer gesagt auf Backcasting von Nachhaltigkeitsprinzipien. Backcasting ist der Prozess, sich von einer imaginären Erfolgsvision rückwärts zu bewegen. Man beginnt mit einem Ziel vor Augen, bewegt sich von der Vision rückwärts in die Gegenwart und bewegt sich Schritt für Schritt auf die Vision zu. Im Wesentlichen versetzen wir uns in die Zukunft, stellen uns vor, dass wir Erfolg hatten, und blicken zurück, um die Frage zu stellen: „Was müssen wir heute tun, um dieses erfolgreiche Ergebnis zu erreichen?“. Anstatt sich vorzustellen, wie Erfolg aussehen könnte, wird Backcasting aus einer prinzipiellen Vision des Erfolgs befürwortet, in der die Erfüllung bestimmter Bedingungen ein gemeinsames Verständnis von Erfolg schafft.
Auf der Grundlage eines allgemeinen Verständnisses des Systems können verschiedene allgemeine Strategien angewendet werden, um Erfolg zu erzielen, darunter:
- Entmaterialisierung über den gesamten Lebenszyklus eines Produkts oder Prozesses.
- Ersatz von Materialien, die den Nachhaltigkeitsprinzipien nicht entsprechen, durch solche, die dies tun.
- Anwendung des Vorsorgeprinzips
- Anwendung der „Goldenen Regel“ („Was du nicht willst, dass man dir tu, das füg auch keinem anderen zu“)

### FSSD – Actionen
Die Maßnahmen, die Sie im Rahmen der Strategie ergreifen können, um innerhalb des Systems Erfolg zu erzielen, z. B. das Bewusstsein für bestimmte Nachhaltigkeitsthemen schärfen, Bildungsprogramme darüber durchführen, was Nachhaltigkeit ist und wie sie angegangen werden kann, verschiedene Lieferanten anhand von Nachhaltigkeitskriterien auswählen, Richtlinien entwerfen oder implementieren, den Lebenszyklus eines Produkts analysieren, einen Nachhaltigkeitsbericht erstellen, einen Dialog mit bestimmten Interessengruppen zu einer bestimmten Herausforderung ermöglichen usw.

### FSSD – Tools Level
Eine Vielzahl von Werkzeugen und Konzepten kann bei der Auseinandersetzung mit Nachhaltigkeit hilfreich sein. Informationen über den Handlungsrahmen und die Prioritäten können dabei helfen, die geeigneten Werkzeuge auszuwählen und einzusetzen. Werkzeuge können dann optimal eingesetzt werden: für den Zweck, für den sie konzipiert wurden, zusammen mit anderen ergänzenden Werkzeugen.

#### ABCD Methode
Die ABCD-Methode ist der Ansatz, mit dem das Framework Backcasting aus den 8 Nachhaltigkeitsprinzipien auf eine Organisation angewendet werden kann. Die Buchstaben stehen für die folgenden Schritte (das akademische ABCD von FSSD und die ABCD-Methode von TNS unterscheiden sich geringfügig):
A: Bewusstsein und Vision. Nachdem die Mitglieder der Organisation das System und die Prinzipien verstanden haben, in dem Ihre Organisation arbeitet, entwickeln sie eine Vision davon, wie die Organisation aussehen soll. Organisationen sollten auch die von ihnen erbrachten Dienstleistungen unabhängig vom Produkt identifizieren, um kreativere Ziele zu erreichen.
B: Basisbewertung. Die Organisation analysiert und zeichnet auf, was sie derzeit tut, und bewertet es anhand der 4 Prinzipien. Dadurch kann die Organisation kritische Probleme, Auswirkungen und Chancen identifizieren.
C: Kreative Lösungen. Die Mitglieder der Organisation führen ohne Einschränkungen ein Brainstorming zu Lösungen für die zuvor angesprochenen Probleme durch. Mit der Vision und den potenziellen Maßnahmen entwickeln Organisationen Backcasting-Strategien für Nachhaltigkeit.
D: Prioritäten festlegen. Die Organisation priorisiert die verschiedenen zuvor entwickelten Maßnahmen, die ihr dabei helfen, sich am schnellsten und optimalsten auf Nachhaltigkeit auszurichten, indem sie eine Reihe von Fragen stellt: i) Bringt uns diese Maßnahme in die richtige Richtung? ii) Kann auf dieser Maßnahme in Zukunft aufgebaut werden? iii) Bringt diese Maßnahme eine akzeptable finanzielle, ökologische und/oder soziale Kapitalrendite?. Dieser Schritt umfasst eine schrittweise Umsetzung und Planung.
Backcasting wird kontinuierlich eingesetzt, um die Maßnahmen zu beurteilen und auszuwerten und festzustellen, ob sich die Organisation der in „A“ festgelegten Vision nähert.

#### Schnittstellen zu anderen Tools und Konzepten
Es wurde viel über die Schnittstellen des FSSD mit anderen bekannten Werkzeugen und Konzepten im Bereich der nachhaltigen Entwicklung geforscht (Schnittstellen mit den meisten Nachhaltigkeitswerkzeugen und -konzepten wurden beschrieben). Nachfolgend einige Beispiele:
- Factor X; Factor 4; Factor 10; biological footprinting; IS0 14001; EMAS; EMS naturalstep.org
- Global Reporting Initiative – Mind The Gap! Strategically Driving GRI Sustainability Reporting Towards Sustainability.

#### Auf dem Framework basierende Tools
Darüber hinaus wurden von TNS und in Zusammenarbeit mit TNS verschiedene Tools und andere Formen der Unterstützung entwickelt. Andere wurden vom TNS-Framework inspiriert oder basieren darauf, wobei einige strenger sind als andere. Nachfolgend einige Beispiele:
- Future-Fit Business Benchmark gemeinsam mit TNS-Praktikern entwickelt
- Strategic Life Cycle Assessment (SLCA)
- VinylVerified Product Label ein Produktlabel für spezifische PVC-Bauanwendungen in Europa.
- Living Building Challenge (LBC)
- Sustainable Apparel Coalition Higgs Index, oder Materials Sustainability Index, wie er ursprünglich von Nike in Zusammenarbeit mit The Natural Step entwickelt wurde.

## Anwendungen des Frameworks
Das Framework ist auf Organisationen (jeder Branche, Größe, Lage), Prozesse, Produkte, Dienstleistungen und Geschäftsmodelle anwendbar. Es kann zur Analyse anderer Nachhaltigkeitstools und -konzepte verwendet werden und stärkt andere Tools, indem es sie in den Kontext stellt und sich auf ihren Zweck konzentriert.
Bei richtiger Anwendung werden auch der Business Case für Nachhaltigkeit und der Sustainability Case für Unternehmen berücksichtigt, um inspirierende Fälle und Best Practices zu erstellen. Sustainable Growth Associates, Vertreter von The Natural Step Germany, hat den generischen ABCD-Ansatz in einen ADVISE-Ansatz umgewandelt, der auf die Geschäftsstrategie anwendbar ist.

## Wie Veränderungen gelingen
In einem Artikel in In Context (1991) beschrieb Robèrt, wie das Natural Step Framework Veränderungen bewirken würde:

Öko-Kommunen, die auf den Systembedingungen von Natural Step basieren, haben ihren Ursprung in Schweden. Über 80 Kommunen und mehrere Regionen (25 Prozent aller schwedischen Kommunen) haben die auf den Systembedingungen basierenden Nachhaltigkeitsprinzipien von TNS übernommen. In den Vereinigten Staaten gibt es mittlerweile 12 Öko-Kommunen, und die American Planning Association hat Nachhaltigkeitsziele übernommen, die auf denselben Prinzipien basieren. Gemeinden wie Whistler und Dawson Creek,
Neben den kanadischen Provinzen Alberta und British Columbia haben auch Unternehmen wie Interface, Nike, Inc., ICI Paints, Scandic Hotels, Max Hamburgers und IKEA das Rahmenwerk übernommen und sind dadurch nachhaltiger geworden. Jedes dieser Unternehmen hat sein Geschäft komplett neu überdacht und alle seine Prozesse überprüft und geändert, einschließlich Materialeinkauf, Herstellung, Transport, Bau von Anlagen, Wartung und Abfallmanagement.
Der Natural Step wurde im Nordwesten der USA im Rahmen von drei eintägigen Konferenzen des Northwest Earth Institute vorgestellt.

## Weiterführende Literatur
- J. Holmberg, U. Lundqvist, K-H. Robèrt, M. Wackernagel: The Ecological Footprint from a Systems Perspective of Sustainability. In: International Journal of Sustainable Development and World Ecology. Band 6, 1999, S. 17–33.
- S. James, T. Lahti: The Natural Step for Communities: How Cities and Towns can Change to Sustainable Practices. Gabriola Island, BC 2004. New Society Publishers
- B. Nattrass, M. Altomare.: Dancing with the Tiger: Learning Sustainability Step by Natural Step. New Society Publishers, Gabriola Island, BC 2002.
- B. Nattrass, M. Altomare: The Natural Step for Business: Wealth, Ecology and the Evolutionary Corporation. New Society Publishers, Gabriola Island, BC 1999.
- Karl-Henrik Robèrt: The Natural Step Story: Seeding a Quiet Revolution. New Society Publishers, Gabriola Island, BC 2002.
- S. Waage (Hrsg.): Ants, Galileo, and Gandhi: Designing the Future of Business Through Nature, Genius, and Compassion. Greenleaf Press, Sheffield, UK 2003. Greenleaf Publishing.
- "Case Studies" for The Natural Step projects by organizations and governments within the U.S.
- web.archive.org analysis of Carbon capture by use of the FSSD
- K. E. Eriksson, K.-H. Robèrt: From the Big Bang to sustainable societies. In: Acta Oncologica. Band 30, Nr. 6, 1991, S. 5–14.
- G. I. Broman, K.-H. Robèrt: A framework for strategic sustainable development. In: Journal of Cleaner Production. Band 140, Nr. 1, 2017, S. 17–31. doi:10.1016/j.jclepro.2015.10.121
- M. Missimer, K.-H. Robèrt, G. I. Broman: A Strategic Approach to Social Sustainability—Part 2: A Principled-based Definition. In: Journal of Cleaner Production. Band 140, Nr. 1, 2017, S. 32–41. doi:10.1016/j.jclepro.2016.04.059
- M. Missimer, K.-H. Robèrt, G. I. Broman: A Strategic Approach to Social Sustainability—Part I: Exploring the Social System. In: Journal of Cleaner Production. Band 141, Nr. 1, 2017, S. 42–52. doi:10.1016/j.jclepro.2016.03.170
- K.-H. Robèrt, G. I. Broman, D. Waldron, H. Ny, S. Byggeth, D. Cook, L. Johansson, J. Oldmark, G. Basile, H. Haraldsson, B. Moore, M. Missimer: Sustainability handbook: Planning strategically towards sustainability. Studentlitteratur, Lund 2012, ISBN 978-91-44-07549-5.